# Priest Hutton
Priest Hutton è un villaggio e parrocchia civile dell'Inghilterra, appartenente alla contea del Lancashire.